# KB Insurance Stars
 KB Insurance Stars  (kor. KB손해보험 스타즈 배구단) – południowokoreański męski klub siatkarski z siedzibą w Uijeongbu.

## Nazwy sponsorskie
- Gumi LIG Insurance Greaters
- LIG Greaters
- LG Fire Greaters

## Sukcesy
Liga południowokoreańska:
- 2022[1]
- 2005, 2006, 2025[2]

Puchar KOVO:
- 2012

## Obcokrajowcy w drużynie
| Sezon     | W klubie                 | Imię i nazwisko            | Pozycja     |
| --------- | ------------------------ | -------------------------- | ----------- |
| 2005/2006 |                          | Gilmar Nascimento Teixeira | przyjmujący |
| 2006/2007 | Frederic Winters         | przyjmujący                |             |
| 2007/2008 | Guillermo Falasca        | atakujący                  |             |
| 2008/2009 | Kay van Dijk             | atakujący                  |             |
| 2009/2010 | do 10.2009               | Christian Pampel           | atakujący   |
| 2009/2010 | od 11.2009               | Carlos Tejeda              | atakujący   |
| 2010/2011 |                          | Milan Pepić                | atakujący   |
| 2011/2012 |                          | Milan Pepić                | atakujący   |
| 2012/2013 | Oreol Camejo             | przyjmujący                |             |
| 2013/2014 | Thomas Edgar             | atakujący                  |             |
| 2014/2015 | Thomas Edgar             | atakujący                  |             |
| 2015/2016 | Martin Nemec             | atakujący                  |             |
| 2016/2017 | Artur Udrys              | atakujący, środkowy        |             |
| 2017/2018 | Alexandre Ferreira       | przyjmujący                |             |
| 2018/2019 | Alexandre Ferreira       | przyjmujący                | do 10.2018  |
| 2018/2019 | od 31.10.2018            | Felipe Banderò             | atakujący   |
| 2019/2020 | od 06.10.2019 do 12.2019 | Bram Van den Dries         | atakujący   |
| 2019/2020 | od 01.01.2020            | Matheus Krauchuk Esquivel  | przyjmujący |
| 2020/2021 |                          | Noumory Keita              | atakujący   |
| 2021/2022 |                          | Noumory Keita              | atakujący   |
| 2022/2023 | do 13.12.2022            | Nikola Meljanac            | atakujący   |
| 2022/2023 | od 13.12.2022            | Andrés Villena             | atakujący   |
| 2023/2024 |                          | Andrés Villena             | atakujący   |
| 2024/2025 |                          | Andrés Villena             | atakujący   |
| 2024/2025 | Max Staples              | przyjmujący                |             |